# Мальчик-с-пальчик (фильм, 1958)
«Мальчик-с-пальчик» (англ. tom thumb — название пишется со строчной буквы) — англо-американская детская музыкальная сказка 1958 года. С элементами анимации. По мотивам одноимённой сказки (первая половина XIX века) братьев Гримм.

## Сюжет
В гости к дровосеку Джонатану и его жене Энн заглядывает Лесная королева и выполняет их желание: «иметь ребёнка, хотя бы с палец ростом». Двое злодеев хотят использовать невиданного малыша в своих корыстных целях.

## В ролях
- Расс Тэмблин — Мальчик-с-пальчик
- Терри-Томас — Айвэн
- Питер Селлерс — Энтони
- Алан Янг — Вуди
- Джун Торбёрн — Лесная королева
- Бернард Майлс — Джонатан, дровосек, отец Мальчика-с-пальчика
- Джесси Мэттьюс — Энн, жена дровосека, мать Мальчика-с-пальчика
- Иэн Уоллес[англ.] — сапожник
- Питер Баттерворт — капельмейстер
- Питер Булл[англ.] — глашатай
- Стэн Фреберг[англ.] — зевающий человек (озвучивание)
- Даллас Маккеннон[англ.] — Кон-Фу-Шон (озвучивание)
- песни в исполнении Пегги Ли
- Сюзанна Ли — подтанцовка в номере «Танцующие башмаки» (в титрах не указана)

## Награды и номинации
В 1959 году фильм выиграл «Оскар» за «Лучшие визуальные эффекты», в том же году номинировался ещё на 4 различные награды в разных категориях, но не получил ни одной из них.